# Gare de Mazamet
La gare de Mazamet est une gare ferroviaire française de la ligne de Castres à Bédarieux située sur le territoire des communes de Mazamet et d'Aussillon, dans le département du Tarn, en région Occitanie.
Elle est mise en service en 1866 par la Compagnie des chemins de fer du Midi et du Canal latéral à la Garonne.
C'est une gare de la Société nationale des chemins de fer français (SNCF), desservie par des trains TER Occitanie.

## Situation ferroviaire
Établie à 241 mètres d'altitude, la gare de Mazamet est située au point kilométrique (PK) 385,203 de la ligne de Castres à Bédarieux, c'est une gare terminus en cul-de-sac depuis le déclassement de la ligne peu après la gare au PK 385,470. La gare ouverte précédente est celle de Labruguière.

## Histoire
Le chemin de fer de Castres à Mazamet devient une concession définitive de la Compagnie des chemins de fer du Midi et du Canal latéral à la Garonne le 9 mars 1864. La mise en service de la ligne et de la gare de Mazamet, a lieu le 21 avril 1866.

## Fréquentation
De 2015 à 2022, selon les estimations de la SNCF, la fréquentation annuelle de la gare s'élève aux nombres indiqués dans le tableau ci-dessous.
| Année           | 2015   | 2016   | 2017   | 2018   | 2019   | 2020   | 2021   | 2022   | 2023   |
| --------------- | ------ | ------ | ------ | ------ | ------ | ------ | ------ | ------ | ------ |
| Voyageurs seuls | 60 454 | 58 346 | 61 909 | 48 875 | 55 808 | 40 290 | 52 112 | 68 204 | 81 976 |

## Service des voyageurs

### Accueil
Gare SNCF, elle dispose d'un bâtiment voyageurs, avec guichet, ouvert tous les jours. Elle est équipée d'automates pour l'achat de titres de transport. Gare « Accès Plus », elle bénéficie d'aménagements et services pour les personnes à la mobilité réduite.

### Desserte
Mazamet est desservie par des trains TER Occitanie qui effectuent des missions entre les gares de Toulouse et Mazamet.

### Intermodalité
Un parking pour les véhicules est aménagé. En renforcement des services ferroviaires, la gare est desservie par des cars TER Occitanie qui circulent entre Mazamet, Castres et Toulouse. 
La gare de Mazamet est également desservie par les lignes d'autocars 753, 760, 762 et 768 du réseau régional liO.

## Service des marchandises
Cette gare est ouverte exceptionnellement au service du fret (train massif et wagons isolés pour certains clients).